# Strait Up
Strait Up — второй студийный альбом американской ню-метал-группы Snot, вышедший 7 ноября 2000 года. На альбоме представлены песни, записанные совместно с различными музыкантами альтернативного метала. Альбом был выпущен как дань памяти солисту Snot Линну Стрейту, который погиб в автомобильной аварии 11 декабря 1998 года.

## Прием
Альбом достиг 56-й позиции в чарте Billboard 200. CMJ назвал альбом «ярким скрещиванием стилей ню-метала». Melody Maker дал альбому 4 звезды из 5 и сказал, что «риффы алмазно тяжёлые и великолепно драйвовые лучшее у группы можно найти в их более спокойные моменты».

## Список композиций
1. «Starlit Eyes» — (2:59)[~ 1]
2. «Take It Back» — (3:04)[~ 2]
3. «I Know Where You're At» — (4:43)[~ 3]
4. «Catch A Spirit» — 3:45[~ 4]
5. «Until Next Time» — 3:11[~ 5]
6. «Divided (An Argument for the Soul)» — 3:47[~ 6]
7. «Ozzy Speaks» — 0:16[~ 7]
8. «Angel’s Son» — 3:49[~ 8]
9. «Forever» — 2:55[~ 9]
10. «Funeral Flights» — 2:59[~ 10]
11. «Requiem» — 3:38[~ 11]
12. «Reaching Out» — 4:39[~ 12]
13. «Absent» — 5:30[~ 13]
14. «Sad Air» — 2:11[~ 14]
15. «Strait Up» — 5:59[~ 15]